# Naugarten
Naugarten ist ein Ortsteil der Gemeinde Nordwestuckermark im Landkreis Uckermark in Brandenburg. Der Ort liegt an der Landesstraße L 151. Am nördlichen Ortsrand erstreckt sich der Naugartener See, nördlich verläuft die L 254 und südlich die L 15.

## Geschichte

### Eingemeindungen
Am 1. Januar 1974 wurde Naugarten nach Schönermark eingemeindet. Schönermark kam am 1. November 2001 zur neuen Gemeinde Nordwestuckermark.

## Sehenswürdigkeiten
- In der Liste der Baudenkmale in Nordwestuckermark ist für Naugarten die Dorfkirche als einziges Baudenkmal aufgeführt.